# Lessertia (thực vật)
Lessertia là một chi thực vật có hoa thuộc họ Fabaceae. Nó thuộc phân họ Faboideae.

## Hình ảnh

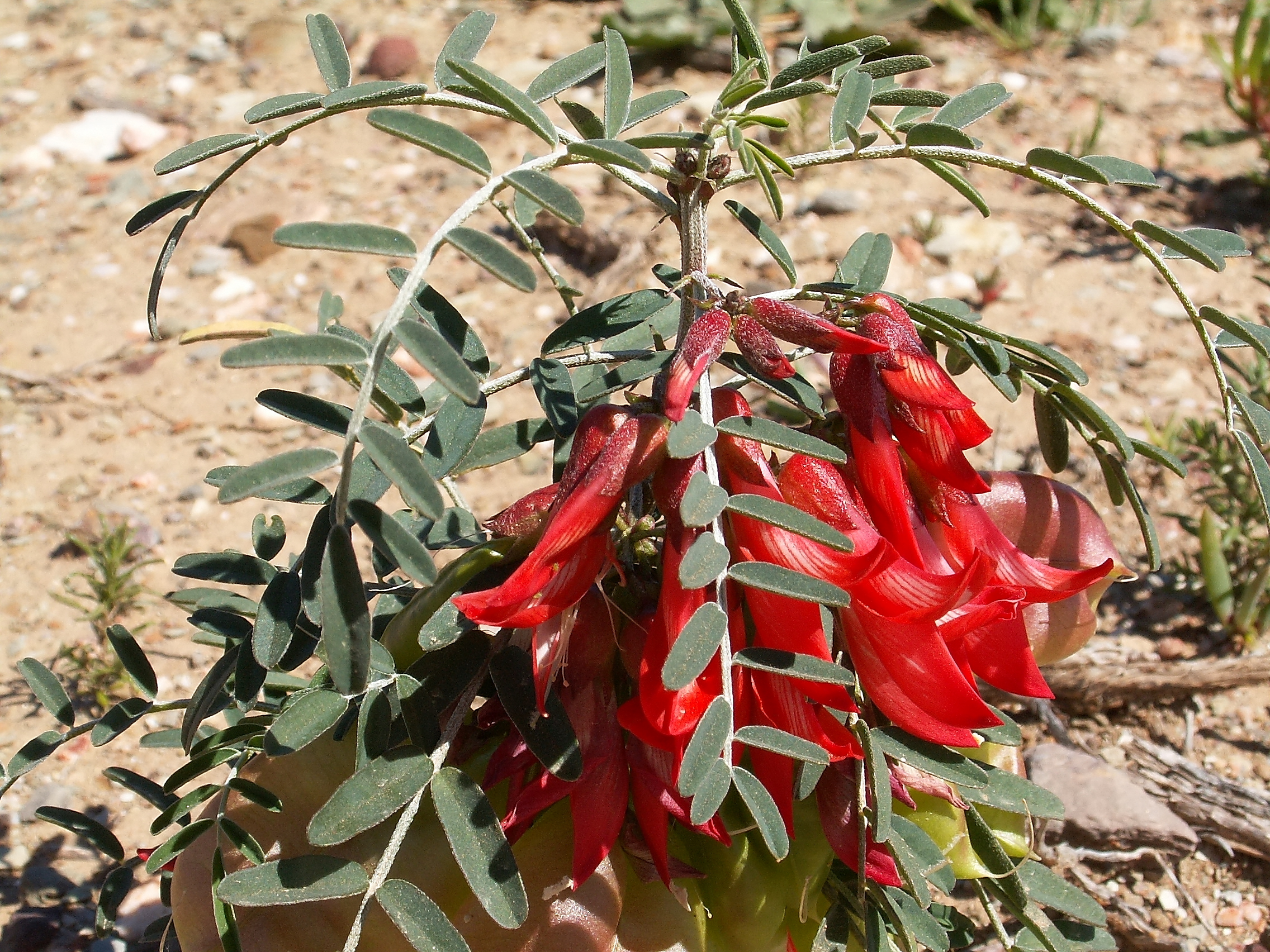
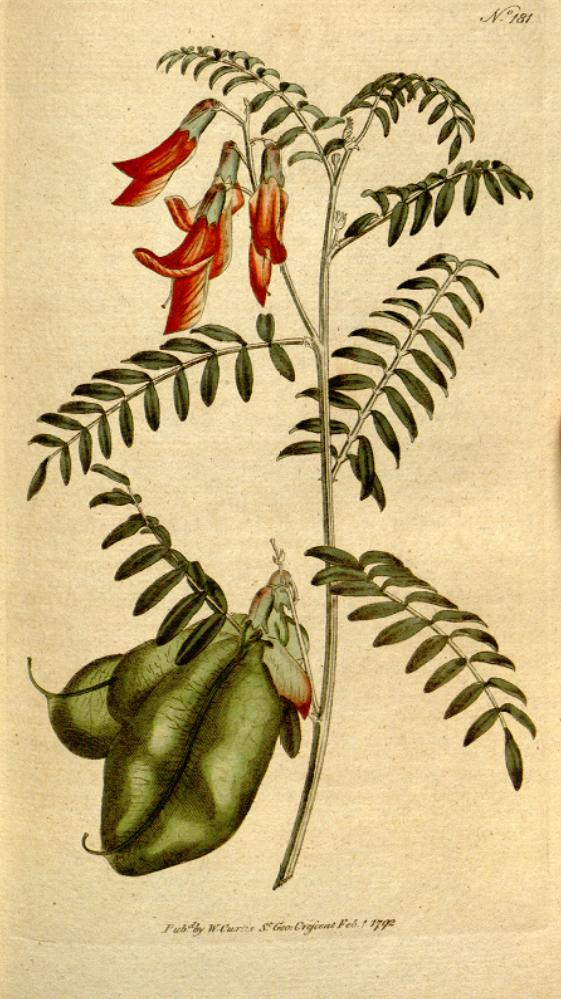

## Species list
- L. affinis
- L. annularis
- L. benguellensis
- L. brachypus
- L. brachystachya
- L. capitata
- L. depressa
- L. diffusa
- L. emarginata
- L. excisa
- L. falciformis
- L. frutescens
- L. harveyana
- L. herbacea
- L. incana
- L. inflata
- L. macrostachya
- L. microphylla
- L. pauciflora
- L. perennans
- L. rigida
- L. spinescens
- L. stenoloba
- L. stricta
- L. thodei